# قندرون قصير النصيل
قندرون قصير النصيل (الاسم العلمي:Chondrilla brevirostris) هو نوع من النباتات يتبع جنس القندرون من الفصيلة النجمية.